# Колосов Микола Григорович (Герой Радянського Союзу)
Микола Григорович Колосов (рос. Николай Григорьевич Колосов; 19 грудня 1914, Мале Рижково — 20 лютого 1999, Київ) — радянський офіцер, Герой Радянського Союзу, в роки радянсько-німецької війни командир артилерійської батареї 385-го стрілецького полку 112-ї стрілецької дивізії 13-ї армії 1-го Українського фронту, капітан.

## Життєпис
Народився 19 грудня 1914 року в селі Малому Рижковому (тепер Кромського району Орловської області) в селянській родині. Росіянин. Член КПРС з 1939 року. Закінчив Кромську середню школу. Працював інспектором по заготівлях, директором маслозаводу в Кромах.
У 1935 році призваний до лав Червоної Армії. У 1937 році демобілізувався. Вдруге призваний в липні 1941 року. У 1942 році закінчив Брянське військово-політичне училище. У боях радянсько-німецької війни з червня 1942 року.
28 січня 1945 року під артилерійським і мінометним вогнем противника  капітан М. Г. Колосов переправив гармати батареї через річку Одер у районі населеного пункту Домбзен за 10 кілометрів на південь від польського міста Сьцінави. У цьому бою капітан М. Г. Колосов вміло організував відбиття численних контратак ворога.
Указом Президії Верховної Ради СРСР від 10 квітня 1945 року за вміле командування артилерійською батареєю і проявлені при цьому мужність і героїзм капітану Миколі Григоровичу Колосову присвоєно звання Героя Радянського Союзу з врученням ордена Леніна і медалі «Золота Зірка» (№ 6095).

Могила Миколи Колосова

З серпня 1946 року М. Г. Колосов — у запасі. У 1955 році закінчив Вищу школу харчової промисловості СРСР. Працював генеральним директором виробничого об'єднання підприємств дріжджової промисловості України. Жив у Києві. Помер 20 лютого 1999 року. Похований у Києві на Байковому кладовищі.

## Нагороди
Нагороджений орденом Леніна, орденом Олександра Невського, орденом Вітчизняної війни 1-го ступеня, орденом Вітчизняної війни 2-го ступеня, орденом Червоної Зірки, медалями.